# Friedrich August Rex
Friedrich August Rex, född 21 oktober 1721 i Anaberg, kurfurstendömet Sachsen, nuvarande Tyskland, död 16 februari 1800 i Göteborg, Sverige var en murarmästare.
Han var bland annat med om att föra upp Tullbron i Falkenberg, Varbergs kyrka, flera bostadshus i Göteborg, övervåningen till Forstena gårds huvudbyggnad samt flera slussar.

## Fotnoter
1. ↑  Byggnadsminnen i Vänersborgs kommun Arkiverad 17 oktober 2008 hämtat från the Wayback Machine.